# Doba (województwo warmińsko-mazurskie)
Doba (niem. Doben) – osada w Polsce położona w województwie warmińsko-mazurskim, w powiecie giżyckim, w gminie Giżycko.
W latach 1975–1998 miejscowość administracyjnie należała do województwa suwalskiego.
W miejscowości działało Państwowe Gospodarstwo Rolne – Zakład Rolny Doba wchodzący w skład Państwowego Gospodarstwa Rolnego Giżycko.